# Julián Horta
Julián Stiven Horta Acevedo (ur. 15 sierpnia 1999) – kolumbijski zapaśnik walczący w stylu klasycznym. Olimpijczyk z Tokio 2020, gdzie zajął szesnaste miejsce w wadze 67 kg. Zajął piętnaste miejsce na mistrzostwach świata w 2023 roku. 
Srebrny medalista igrzysk panamerykańskich w 2023. Triumfator mistrzostw panamerykańskich w 2022; trzeci w 2023 i 2024. Wygrał igrzyska Ameryki Południowej w 2022; czwarty w 2018. Brązowy medalista igrzysk Ameryki Środkowej i Karaibów w 2023, a także igrzysk boliwaryjskich w 2022. Wicemistrz panamerykański juniorów w 2018 i kadetów w 2016 roku.